# Eresoinka
 (août 2025).
Si vous disposez d'ouvrages ou d'articles de référence ou si vous connaissez des sites web de qualité traitant du thème abordé ici, merci de compléter l'article en donnant les références utiles à sa vérifiabilité et en les liant à la section « Notes et références ».
Eresoinka est un ensemble instrumental, vocal et chorégraphique mixte, formé lors de la Guerre d'Espagne à l’initiative du gouvernement basque de Bilbao en 1937. Entre 1937 et 1939, cet ensemble composé de 101 Basques fait découvrir la culture musicale traditionnelle basque lors de tournées internationales qui les mènent jusqu'à Paris, Bruxelles, Amsterdam et Londres. Leur voyage pour une longue tournée aux États-Unis en 1939 est interrompue par la déclaration de la guerre. Les musiciens sont préparés par Enrique Jordá, futur directeur de l'Orchestre symphonique de San Francisco. Le chœur, placé sous la direction du compositeur Gabriel Olaizola, compositeur de la célèbre Berceuse basque, compte dans ses rangs Pepita Embil, future mère de Plácido Domingo, et Mariano Gonzalez Garcia, futur Luis Mariano. Des personnalités musicales comme les compositeurs Florent Schmitt et Stan Golestan font l'éloge d'Eresoinka dans la presse.

## Genèse
En 1937, José Antonio Aguirre, président du premier gouvernement basque, quelques jours avant la chute de Bilbao, confie à un musicien basque : « Il est possible que nous ne puissions sortir d'ici. Il ne faut pas en conclure que la lutte ne pourra pas aussi continuer sur le plan artistique […] Pourquoi ne pas porter de par le monde, au travers de nos plus belles mélodies, le souvenir d'un peuple mourant pour la liberté ? »
Deux jours avant son exil, il écrit à Rafael Pikabea et Felipe Urkiola, représentants du gouvernement basque à Paris : « Mes chers amis, le porteur de cette lettre, Gabriel Olaizola, que vous connaissez bien, est chargé d'une importante mission artistique : celle de créer le chœur national basque, sur la base de voix triées sur le volet, et un ensemble musical tellement parfait qu'il se doit d'être un modèle pour les plus grands théâtres d'Europe et d'Amérique. Je veux que dans ce grand œuvre, vous aidiez Gabriel Olaizola pour que notre chœur soit le meilleur que n'aient jamais écouté les publics d'Europe et d'Amérique ».

## Choristes
La chorale Eresoinka est le résultat du choix des meilleures voix des provinces basques de Biscaye, Guipuscoa et Alava. Ce choix est organisé pendant la guerre par le gouvernement basque à Bilbao. La chorale compte 63 choristes, la plupart amateurs. On trouve parmi eux des industriels, des paysans, des ouvriers, des avocats, des instituteurs, des employés de bureau, un médecin, un architecte, un vétérinaire, un dentiste et un prêtre (l'abbé Laborda).
- Soprani 1 : Aurora Abasolo (de Durango), Miren Derteano (de Amorebieta), Auxilio Lizundia (de Zarautz), Andone Olaizola (de Saint-Sébastien), Iñake Olaizola (de Saint-Sébastien), Margarita Trueba (de Zumaia), Matilde Zabalbeascoa (de Pasajes, soliste à l'Orfeon Donostiarra)
- Soprani 2 : Juanita Arias (de Saint-Sébastien), Ramona Azurmendi (de Bilbao), Isabel Echenagusia (de Bilbao), Isabel Egurola (de Saint-Sébastien), Miren Teresa Oñate (de Bilbao), Feliza Orbegozo (de Tolosa), Miren Orrantia (de Bilbao), Maitane Trueba (de Zumaia), Maria Luisa Zulueta (de Saint-Sébastien)
- Alti 1 : Miren Abrisqueta (de Bilbao), Monika Arrillaga (de Tolosa), Anita Azcarate (de Bergara), Miren Etxabe (de Zarautz), Karmele Echenagusia (de Bilbao), Pilar Sansinenea (de Tolosa), Margarita Uzelai (d'Amorebieta)
- Alti 2 : Anita Casteres (de Tolosa), Barbiñe Echenagusia (de Bilbao), Pepita Embil (de Getaria, future mère de Placido Domingo), Asun Lizundia (de Zarautz), Miren Olaizola (de Saint-Sébastien), Miren Trueba (de Zumaia), Karmele Urresti (de Ondarroa), Aurora Velasco (de Saint-Sébastien), Eugenia Velasco (de Saint-Sébastien)
- Ténors 1 : Eugenio Berasategui (de Zumaia), Manuel Echeberria (de Ondarroa), Patxi Garate (de Bilbao), Ramon Irusta (de Deba), Ramon Laborda (de Bergara), Juan Madariaga (de Bilbao), José Ramon Otero (de Pasajes), Txomin Sagarzazu (de Fontarrabie)
- Ténors 2 : Ixaka Aspiazu (de Elgoibar), Isidor Echeberria (de Ondarroa), Eugenio Eizaguirre (de Pasajes), Teodoro Herandorena (de Zizurkil), Pablo Garmendia (de Pasajes), Mariano Gonzalez (d'Irun, soliste à l'Orfeon Donostiarra, futur Luis Mariano), Eduardo Sesé (de Tolosa), Tomas Yarza (de Tolosa), José Antonio Zabala (de Saint-Sébastien)
- Barytons : José Luis Arriola (de Ondarroa), Pablo Egibar (de Andoain), Jesus Elosegui (de Tolosa), José Izaga (de Saint-Sébastien), Txomin Olano (de Saint-Sébastien), José Maria Ormaechea (de Bilbao), Fernando Sesé (de Tolosa), Paulin Urresti (de Ondarroa)
- Basses : José Etxabe (de Zumaia), Santiago Insausti (de Saint-Sébastien), Gil Iturrioz (de Saint-Sébastien, de l'Orfeon Donostiarra), Patxi Iza (de Saint-Sébastien), Blas Labadia (de Tolosa), Serafin Lakatza (de Eibar), Guillermo Lizaso (d'Errenteria), Ramon Moraiz (de Tolosa), Angel Olalde (de Bergara), José Maria Solabarrieta (de Ondarroa)

Certaines sources (voir bibliographie) mentionnent également Trini Ibargüen, ancienne employée au conseil de Défense du gouvernement basque, J. Thalamas, Gotzon Olalde.

## Danseurs
(voir bibliographie)

### Danseuses
Hadee Aguirre (de Santurce), Josune Alexandre (de Bilbao), Maite Cruzado (d'Irun), Aurea Etxebarria (de Bilbao), Garmiñe Echenagusia (de Bilbao), Irune Ibargüen (de Balmaseda), Iñake Olaizola (de Saint-Sébastien), Miren Olaizola (de Saint-Sébastien), Pili Saint-Sébastien (de Saint-Sébastien), Maitane Trubea (de Zumaia), Karmele Urresti (de Ondarroa) et Julene Urzelai (de Azkoitia).

### Danseurs
Vicente Amunarriz (de Saint-Sébastien), José Maria Arregui (de Saint-Sébastien), Esteban Barazadi (de Zarautz), Jon Bilbao (de Bilbao), Santos Busto (de Saint-Sébastien), Kepa Garate (de Bilbao), Anton Iradi (de Saint-Sébastien), Perico Munguia (de Saint-Sébastien), José Oñatibia (de Oiarzun), Manuel Otaño (de Saint-Sébastien), Leocio Pildain (de Bilbao), Satur Salegi (de Saint-Sébastien), Jesus Maria Sanchez Azkona, Perico Santamaria, José Miguel Saseta et Santiago Urkiola.

## Musiciens
- Au txistu : Jon Oñatibia (de Oiartzun, premier txistu), Anton Bastida (de Saint-Sébastien, second txistu)
- Au silbote : Segundo Achurra (de Getxo)
- À l'atabal : Kepa Uranga (de Zumaia)
- Certaines sources[Lesquelles ?] citent également Jesus Elosegui, archéologue et ethnologue qui créera plus tard la Société des sciences Aranzadi

## Décors
Les différents tableaux du spectacle chorégraphique évoqueront des scènes de la vie du Pays basque comme une partie de pelote, la fête du village, etc. Les talents des meilleurs peintres basques du moment, José Mari Uzelai, Antonio Guezala, Tellaeche, les frères Arrue, Aranoa, etc. seront requis pour dessiner les costumes et les décors. De grands couturiers parisiens apporteront leur concours à l'entreprise : Chanel, Pierre Cardin, etc.

## Direction artistique
Les directeurs artistiques seront Gabriel de Olaizola, compositeur de la célèbre Berceuse basque, Enrique Jordá Gallastegui, futur chef de l'Orchestre symphonique de San Francisco (de 1954 à 1963), Txomin Olano, ancien pianiste d'Eusko Abesbatza, Jose Etxabe, ancien avocat, ancien secrétaire de la mairie de Zumaia et futur directeur du chœur Oldarra. Le chorégraphe en chef sera Jesus Luisa Esnaola qui au début des années 1970 créera le groupe Elgar Oinka à Hasparren (où lui succédera José-Maria Arregui, ancien danseur à Eresoinka).

## Compositeurs
Les compositeurs basques désignés pour préparer les programmes sont les meilleurs et les plus connus de l'époque : José de Olaizola, José de Uruñuela, Enrique Jordá Gallastegui, Alejandro Valdés-Goicoechea.

## Direction administrative
La direction générale d'Eresoinka est confiée à Manuel de la Sota, fils de Sir Ramon de la Sota, grand industriel, exploitant de mines de fer et armateur basque. Il est chargé de la promotion du groupe auprès des exploitants de salles de spectacles. Dès la fin de 1937, alors qu'aucune représentation n’est encore donnée, l'agenda d'Eresoinka est déjà plein.

## Résidence à Sare
Tous les éléments sélectionnés seront rassemblés fin août début septembre 1937 à Sare, dans les Pyrénées-Atlantiques. Paul Dutournier accueille les premiers arrivés à l'Hôtel de la Poste (tenu par Jean-Pierre Doyarçabal, puis par sa fille, Maixan Jorajuria Doyarçabal, décédée en 2014 à l'âge de 100 ans). D'autres sont reçus dans la famille Garipuy, propriétaire de la maison Prefetenea. L'hôtel Eskualduna, près du fronton, héberge également des éléments du groupe. Les membres de cette communauté deviennent « les enfants chéris du village ». Les danseurs et txistulari vivent à Prefetenea et prennent leurs repas aux restaurants Maitagarria et Laztiry. Les répétitions, qui commencent le 22 septembre 1937, ont lieu dans une salle de la maison Ihartzeartea où une fresque murale datant de cette époque, attribuée au peintre Montes Iturrioz et mettant en scène des danseurs, des joueurs de xistu et des pelotaris, témoigne encore de leur passage. Régulièrement la chorale se produit au trinquet Pleka et sur la place du village.

## Résidence à Saint-Germain-en-Laye

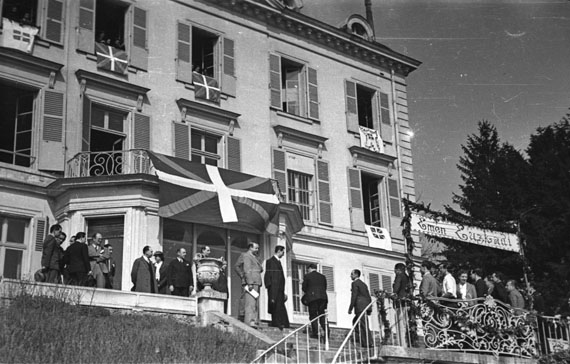
Château de Belloy, 1939. Des membres d'Eresoinka reçoivent Jose Antonio Agirre, le président du Gouvernement basque en exil.

Au début du printemps 1938, du fait du succès d'Eresoinka, le gouvernement basque choisit un endroit plus stratégique comme base pour la troupe. Le château de Belloy est loué près de Paris, à Saint-Germain-en-Laye. C'est désormais là que tous se retrouvent entre les tournées.

## Tournées internationales
Étapes des tournées d'Eresoinka :
- 1937
  - 20 novembre : église Sainte-Geneviève, Paris
  - 25 novembre : église Saint-Pierre de Chaillot, Paris
  - du 18 au 20 décembre : salle Pleyel, Paris ; le 20 décembre sont présentes les personnalités suivantes : le président du gouvernement basque, José Antonio Aguirre accompagné de membres de son gouvernement et de Manuel de Irujo, ministre de la République espagnole ; les représentants des corps diplomatiques d'Argentine et du Chili ; les représentants de la Generalitat de Catalunya ; le danseur Serge Lifar qui se déclare prêt à présenter ceux qu'il considère comme des danseurs exceptionnels ; l'écrivain Jacques Maritain qui, comme François Mauriac et Bernanos, a pris fait et cause pour le peuple basque. Avant le spectacle, le public a pu à loisir feuilleter le catalogue illustré par les photos de Boris Lipnitzky venu assister aux répétitions.
  - 23 décembre : salle Pleyel, Paris
  - 26 décembre : église Sainte-Geneviève, Paris
- 1938
  - 9 janvier : église Saint-Louis, Paris
  - 27 janvier : porte Champerret, Paris
  - 31 janvier : église Sainte-Geneviève, Paris
  - 3 février : enregistrement à l'Université, Paris
  - 7 février : radio Schaerbeek, Bruxelles
  - du 8 au 14 février : théâtre Royal, Bruxelles
  - 20 février : église des Pères Blancs, Bruxelles
  - 22 février : théâtre Royal, Gand
  - 23 février : théâtre Royal, Anvers
  - 24 février : théâtre des Beaux Arts, Bruxelles
  - 27 février : chapelle Expiatoire, Bruxelles
  - 28 février : opéra, Bruges
  - 2 mars : théâtre Royal, Anvers
  - 4 mars : Stadsschouwburg, Amsterdam
  - 7 mars : salle Gebouw Kunsten, La Haye
  - 10 mars : Grand Théâtre, Amersfoort
  - 12 mars : Stadsschouwburg, Amsterdam
  - 12 mars : théâtre Gooiland, Hilversum
  - 13 mars : salle Gebouw Kunsten, La Haye
  - 14 mars : Schouwburg, Utrecht
  - 17 mars : Stadsschouwburg, Haarlem
  - 18 mars : Stadsschouwburg, Amsterdam
  - 20 mars : théâtre Gooiland, Hilversum
  - 21 mars : Groote Schouwburg, Rotterdam
  - 6 et 7 avril : théâtre de Paris
  - 7 avril : enregistrement pour la Columbia, Paris
  - 8 avril : émission radio, Paris
  - 8 avril : théâtre de Paris
  - 9 avril : émission radio, Radio Luxembourg, Paris
  - du 9 au 19 avril : théâtre de Paris
  - 24 avril : Radio Paris
  - 27 avril : église Saint-Germain l'Auxerrois, Paris (funérailles)
  - 22 mai : chez les Pères capucins, Paris
  - du 13 au 25 juin : Aldwych Theatre, Londres
  - du 27 juin au 9 juillet : Covent Garden, Londres
  - 15 août : paroisse de Pont-Marly (messe)
  - 13 et 14 septembre : théâtre municipal, Bayonne
  - 15 septembre : casino, Biarritz
  - 16 septembre : église Saint-André, Bayonne
  - 19 septembre : Pau
  - 21 septembre : Saint-Jean-Pied-de-Port
  - 1er novembre : paroisse de Pont-Marly (messe)
  - 20 novembre : église Saint-Germain l'Auxerrois, Paris (messe)
  - 25 novembre : église Saint-Pierre-de-Chaillot, Paris
  - 8 décembre : église de la Madeleine, Paris
  - 11 décembre : Radio Paris
- 1939
  - 22 janvier : cathédrale de Tarbes
  - 29 janvier : Le Vésinet, paroisse (messe)
  - 19 février : Conservatoire de Paris
  - 26 février : Radio Toulouse, Paris (émission)
  - 11 mars : radio Ile-de-France, Paris (émission)
  - 20 mars : salle Pleyel, Paris
  - du 28 mars au 1er avril : théâtre de Saint-Germain-en-Laye
  - 6 et 7 avril : château de Belloy, Saint-Germain-en-Laye
  - 8 avril : Radio PTT, Paris
  - 9 avril : château de Belloy, Saint-Germain-en-Laye
  - 15 mai : salle des Fêtes, Saint-Germain-en-Laye
  - 22 mai : salle des Expositions, Paris
  - 26 mai : théâtre de Chaillot, Paris (concert avec Elai-Alai)
  - 14 juillet : place de l'Opéra de Paris (danse)

### États-Unis
En 1939 Eresoinka est engagé pour de multiples dates en Amérique du Nord, mais la déclaration de la guerre oblige le transatlantique qui les transportait à faire demi-tour vers la France. C'est là que prend fin l'aventure d'Eresoinka.

## Critique
- André Warnod, du Figaro : Nous avons assisté l'autre après-midi à une répétition du spectacle qu'Eresoinka va présenter prochainement à Paris... Les artistes qui n'étaient pas sur la scène s'étaient installés dans les fauteuils. Nous les entendions rire et chuchoter dans leur langue sonore et musicale... Sur la scène cependant, les chanteurs se groupaient, serrés les uns contre les autres, pour devenir un véritable orgue humain. Les voix de basse aux résonances profondes s'amplifiaient, étrangement puissantes, tandis que s'élevaient, aiguës et bouleversantes, des voix de séraphins d'une pureté céleste. (Le Figaro, décembre 1937)[3]
- Un journaliste du Times après avoir assisté à la première représentation à l'Aldwych Theatre de Londres : Les Basques sont célèbres pour leur folklore, tellement riche qu'il a survécu jusqu'ici, qu'il a perduré plus longtemps que dans les autres pays de l'Europe de l'Ouest... Ce chœur chante avec une virtuosité qui n'a rien à voir avec nos meilleurs groupes. Ils nous ont rappelé les plus grands chœurs russes d'avant-guerre. (Times, juin 1938)[4]
- Le compositeur Florent Schmitt écrira dans Le Temps : Je ne me souviens pas d'avoir ouï depuis les chœurs russes d'Avranek, un ensemble plus homogène et musical, des voix plus limpides... L'assistance semblait transportée d'un enthousiasme très profond et j'ai rarement vu une unanimité si parfaite des éloges... Ces simples et naturelles images basques nous ravissent et nous rafraîchissent dans leur perfection de sobriété : de la pure, de l'authentique beauté sans alliage superflu, unie, comme la précision d'allure de cette race si douée...[5]
- Le compositeur Stan Golestan écrira dans Le Figaro : Jamais répertoire populaire ne fut plus heureusement harmonisé et traduit... Ce fut un enchantement sans réserve d'un bout à l'autre des exécutions[5].

## Discographie
- Titre : Chorale Erresoinka, Bakearen Ikurra ; Éditeur : Agorila ; Référence : AG CD 556 ; Support : CD ; Plages : 18

## Filmographie
- Euzko Deya, Eresoinka y la Selección de Euskadi de Fútbol, Séquence vidéo de 6 minutes commentée en espagnol, dont une partie est consacrée à Eresoinka